# Dichaetomyia semifumosa
Dichaetomyia semifumosa är en tvåvingeart som beskrevs av Malloch 1929. Dichaetomyia semifumosa ingår i släktet Dichaetomyia och familjen husflugor. Inga underarter finns listade i Catalogue of Life.